# 東光山公園
東光山公園（とうこうざんこうえん）は、鹿児島県出水市の東光山にある公園。展望台やローラー滑り台、テレビ放送の中継局などがある。
- テレビ放送の中継局には薩摩出水中継局がある

## 概要
- 所在地：鹿児島県出水市上鯖淵